# Günther Grün
Günther Grün (* 1965 in Bad Neuenahr-Ahrweiler) ist ein deutscher Mathematiker und Hochschullehrer an der Friedrich-Alexander-Universität Erlangen-Nürnberg. Sein Forschungsschwerpunkt ist die angewandte Mathematik. Er ist Verfasser zahlreicher, vorwiegend englischsprachiger Fachpublikationen auf diesem Gebiet.

## Leben
Günther Grün wuchs im Rheinland auf. 1984 bestand er am Are-Gymnasium Bad Neuenahr-Ahrweiler das Abitur, absolvierte in Koblenz seinen Grundwehrdienst und studierte anschließend Mathematik. In seiner Schulzeit hatte er wiederholt erfolgreich am Bundeswettbewerb Mathematik teilgenommen. Sein Studium beendete Grün 1991 an der Rheinischen Friedrich-Wilhelms-Universität Bonn mit dem Diplom, woran sich 1994 die Dissertation und 2001 die Habilitation anschlossen.